# Kazutoshi Nagahama
Kazutoshi Nagahama (japanisch 長浜 一年; * 29. April 1969 in Noheji) ist ein ehemaliger japanischer Skilangläufer.

## Werdegang
Nagahama hatte seinen ersten internationalen Erfolg bei der Winter-Universiade 1991 in Sapporo. Dort holte er über 30 km klassisch und mit der Staffel jeweils die Goldmedaille. Zwei Jahre später gewann er bei der Winter-Universiade in Zakopane Gold über 30 km Freistil und belegte bei den nordischen Skiweltmeisterschaften in Falun den 53. Platz in der Verfolgung, den 45. Rang über 30 km klassisch und den 42. Platz über 10 km klassisch. Bei den Olympischen Winterspielen 1994 in Lillehammer errang er jeweils den 48. Platz über 50 km klassisch und 30 km Freistil und zusammen mit Hiroyuki Imai, Kazunari Sasaki und Masaaki Kōzu den 14. Platz in der Staffel. Im März 1995 erreichte er in Sapporo mit dem 31. Platz über 15 km Freistil seine beste Einzelplatzierung im Weltcup und lief bei den nordischen Skiweltmeisterschaften in Thunder Bay auf den 42. Platz über 10 km klassisch, auf den 35. Rang über 30 km klassisch und auf den 33. Platz in der Verfolgung. Zudem wurde er im Jahr 1995 jeweils über 15 km klassisch, 15 km Freistil, über 30 km und 50 km japanischer Meister. Im folgenden Jahr siegte er bei den japanischen Meisterschaften über 15 km Freistil und 15 km klassisch. Bei den nordischen Skiweltmeisterschaften 1997 in Trondheim errang er den 60. Platz über 50 km klassisch und den 51. Platz über 30 km Freistil. Seine letzte Saison absolvierte er 1997/98. Dabei belegte er bei den Olympischen Winterspielen 1998 in Nagano den 42. Platz über 30 km klassisch und den 33. Rang über 50 km Freistil. Zudem kam er dort zusammen mit Katsuhito Ebisawa, Hiroyuki Imai und Mitsuo Horigome auf den siebten Platz in der Staffel.